# Байрамич (плотина)
Плотина Байрамич (тур. Bayramiç Barajı) — плотина на реке Карамендерес в турецком иле (провинции) Чанаккале.
Дамба на Карамендересе стоит несколько выше города Байрамич. Строительство продолжалось с 1986-го по 1996-й год, плотина стала первой в регионе[уточнить]. 
По типу материала является земляной, для создания насыпи было использовано около 3 900 000 м³ грунта. Высота плотины равна 56,00 метрам. Нормальная площадь запрудного водоёма составляет 5,85 км², нормальный объём — 86,50 км³. 
Вода используется на нужды ирригации, орошая 15 800 гектаров земледельческих угодий.